# Оттон Нортхеймский
Оттон Нортхеймский (нем. Otto von Northeim, ок. 1020 — 11 января 1083) — граф Нортхейма, герцог Баварии (1061—1070). Один из лидеров саксонского восстания против императора Генриха IV. Сын графа Бенно Нортхеймского. Представитель Нортхеймской династии.

## Биография

### Правление
Наряду с Биллунгами и Штаденами принадлежал к самым влиятельным семействам в восточной Саксонии.
В 1061 году Оттон получил герцогство Бавария от вдовствующей императрицы Агнессы де Пуатье, матери Генриха IV.
В 1062 году Оттон принимает участие в государственном перевороте в Кайзерверте, подготовившего конец регентству императрицы.
В 1063 году по поручению имперского правительства Оттон провел успешный военный поход в Венгрию по восстановлению на троне короля Шоломона, который был помолвлен на сестре Генриха IV.
Получив реальную власть, Генрих IV начал собирать потерянные в период регентства немецкие земли в районе горного массива Гарца (территория современной Нижней Саксонии, Саксонии-Анхальта и Тюрингии). В период с 1065 по 1074 год он заложил несколько городов, куда приглашал министериалов из Швабии, рассматривая их как главную опору в дальнейшей борьбе за возврат потерянных земель и объединение королевства.
В 1070 году Генрих IV выступил против Оттона Нортхеймского, чьи владения и лен представляли собой препятствие для проведения политики короля по восстановлению и расширению имперских владений в тюрингено-саксонском регионе. Обвинив Оттона в планировании покушения на короля, его вызвали на поединок в Гослар. Но когда он потребовал в качестве условия приезда гарантии неприкосновенности и, не получив их, не явился на поединок, то был поставлен вне закона и смещен. Герцогство Бавария было передано Вельфу IV, бывшему зятю Оттона.
Оттон Нортхеймский в союзе с Магнусом Биллунгом, сыном саксонского герцога, вступил в борьбу. Но в начале 1071 года оба вынуждены были подчиниться и были заключены королём под стражу. Через год, по ходатайству Адальберта Бременского, король помиловал Оттона, освободив его из заключения (1072). Оттон вынужден был уступить королю часть своего имперского ленного владения, но частично получил обратно свой аллод. Тот факт, что после освобождения Оттона Генрих все ещё удерживал под стражей герцога Саксонии Магнуса, хотя его отец Ордульф умер в марте 1072 года, вызвал новое недовольство в Саксонии.
Когда в 1073 году Генрих поднял саксов в поход против поляков, саксонские князья потребовали устранения нарушений и организовали в июле в Хётенслебене (под Хальденслебеном) настоящий заговор. Наряду с Оттоном Нортхеймским руководителями все активнее выступали архиепископ Вернер Магдебургский и епископ Бурхард II Хальберштадский. Поскольку король не дал посланникам определённого ответа, войско во главе с Оттоном Нортхеймским и Бурхардом Хальберштадским подошло к Гарцбургу, где находился король. Повстанческое движение охватило всю восточную Саксонию и Тюрингию. В руки противников короля перешла также часть крепостей. Генриху IV удалось бежать из осажденного города в августе 1073 года и укрыться в Вормсе.
Зимой 1073/74 года король с небольшим войском двинулся в Саксонию, но оказался недостаточно силен, чтобы позволить себе военное столкновение. Он решился на переговоры, во время которых ему удалось добиться посредничества Оттона Нортхеймского в обмен на обещание вернуть Баварию. По Герстунгенскому миру (2 февраля 1074 года) Генрих был вынужден в полной мере признать требования саксов, пообещав разрушить построенные укрепления-бурги.
Летом 1075 года Генрих IV с имперским войском, при котором находились многие духовные и светские князья, вторгся в Саксонию и 9 июня 1075 года при Гомбурге на реке Унструт полностью разбил восставших саксонцев. Но мирные переговоры сорвались из-за поставленных им условий.
Осенью 1075 года король отправился в Саксонию с новым ополчением, предводители саксов безоговорочно подчинились своему государю, объявив о капитуляции в Шпире (под Зондерсхаузеном) (октябрь 1075 года). Они были заключены под стражу, их имущество отошло к короне, а королевские бурги были восстановлены. Только Оттону Нортхеймскому, с которым во время последних боев было достигнуто соглашение, выпала лучшая участь. Король попытался склонить его на свою сторону, вернув ему свободу и сделав наместником в Саксонии.
После отлучения Генриха IV от церкви в 1076 году князья южной Германии вошли в оппозицию королю. В это же время в Саксонии вновь разгорается восстание, к которому примкнул Оттон Нортхеймский. Несмотря на то, что отлучение с Генриха было снято, 15 марта 1077 года мятежные духовные и светские князья на съезде в Форххейме объявили Генриха IV низложенным и избрали королём Рудольфа Швабского, мужа одной из сестер Генриха IV.
Рейнские города, в которые Рудольф пытался вступить, были против него; в Майнце он был принят недружелюбно, Вормс отказался впустить его, и даже прежние союзники покинули его. Генрих IV на приглашение папы отправиться в Форхгейм ответил, что его удерживают дела в Италии. Однако, когда Генрих после снятия с него отлучения от церкви возвратился в Германию, в Регенсбурге под его началом собралось 12-тысячное войско, на его сторону перешло так много графов и епископов, что Рудольф был вынужден отступить из Южной Германии в Саксонию, где старая вражда саксонцев к королю снискала ему симпатию. Баварцы, швабы и франки поддержали Генриха. Оттон Нортхеймский, как и прежде, оставался одним из ведущих деятелей антикоролевской партии в Германии.
В октябре 1080 года Генрих IV вторгается в Тюрингию, дойдя до реки Эльстер, но здесь его настиг антикороль Рудольф Швабский вместе с Оттоном Нортхеймским, принудив к битве на неудобной заболоченной местности. 15 октября 1080 года в сражении на реке Эльстер (близ Мерзебурга) Генрих потерпел поражение, но Рудольф Швабский потерял в бою правую руку и на следующий день умер. В лагере немецкой оппозиции сначала не могли прийти к единому мнению относительно нового кандидата, поскольку Оттон Нортхеймский столкнулся с сопротивлением южнонемецких князей. Лишь 6 августа 1081 года был избран новый антикороль. Саксами и швабами был выбран малоизвестный и незначительный князь, граф Герман Зальмский. 
Во время отсутствия Генриха IV, отправившегося весной 1081 года с войском в Италию, в Германии продолжалась борьба. Со смертью Оттона Нортхеймского в 1083 году противники короля потеряли своего предводителя. Влияние антикороля Германа фон Зальма не распространялось дальше Саксонии.

### Брак и дети
Жена — с 1053 года Рихенца, дочь Отто II, герцога Швабского и пфальцграфа Лотарингии, вдова Германа III (ум. 1052/53), графа фон Верл.
- Этелинда, брак:
  1. (1062) Вельф IV (ум. 1101) (развод в 1070)
  2. Герман фон Кальвеланге (ум. 1082)
- Ида (ум. ок. 1103), брак — Тимо (до 1034—1091/1118), граф Брены и Веттина
- Генрих Толстый (ок. 1055—1101), маркграф Фризии.
- Зигфрид III фон Бойнебург (ум. 1107), граф фон Бойнебург, граф в Гессегау, Нетагау и Иттергау, фогт Корвея и Нортхейма.
- Куно (ум. 1103), граф фон Бейхлинген.
- Матильда, брак — Конрад II фон Верл-Арнсберг (ум. 1092)